# Phragmites
Phragmites es un género de plantas herbáceas perteneciente a la familia de las poáceas. Es un género cosmopolita. Comprende 87 especies descritas y de estas, solo 4 aceptadas.

## Descripción
Son plantas perennes, rizomatosas pedunculadas, comprimidas lateralmente, con 3-8 flores; la inferior y la superior masculinas o estériles, las demás hermafroditas; raquilla con pelos sedosos blanquecinos. Glumas 2, membranosas, más cortas que las flores, muy desiguales, con 1-3 nervios, papirácea. Pálea mucho más corta que la lema, membranosa, con 2 quillas, ciliada en los márgenes. Hilo oblongo.

## Taxonomía
El género fue descrito por Michel Adanson y publicado en Familles des Plantes 2: 34, 559. 1763. La especie tipo es: Arundo phragmites L.
Etimología
Phragma: nombre genérico que deriva del griego phragma, en alusión a su presencia en las cercanías de las vías fluviales.
Citología
El número cromosómico básico es x = 12, con números cromosómicos somáticos de 2n = 36, 44, 46, 48, 49, 50, 51, 52, 54 y 96, con series poliploides. Los cromosomas son relativamente pequeños.

## Especies aceptadas
A continuación se brinda un listado de las especies del género Phragmites aceptadas hasta noviembre de 2013, ordenadas alfabéticamente. Para cada una se indica el nombre binomial seguido del autor, abreviado según las convenciones y usos. 
- Phragmites australis (Cav.) Trin. ex Steud.
- Phragmites japonicus Steud.
- Phragmites karka (Retz.) Trin. ex Steud.
- Phragmites mauritianus Kunth[5][6]